# Maysville
Maysville er en by og administrativt centrum i Mason County, Kentucky. I 2000 var befolkningen på 8.993 personer.
38°38′38″N 83°46′33″V / 38.6439°N 83.7758°V